# Rhembobius abdominalis
Rhembobius abdominalis är en stekelart som först beskrevs av Léon Abel Provancher 1874.  Rhembobius abdominalis ingår i släktet Rhembobius och familjen brokparasitsteklar. Inga underarter finns listade i Catalogue of Life.